# كفر العرب (زفتى)
كفر العرب إحدى قرى مركز زفتى التابع لمحافظة الغربية بجمهورية مصر العربية.

## التاريخ
هي قرية قديمة اسمها الأصلي شَلا وردت بهذا الاسم في قوانين الدواوين وفي تحفة الإرشاد من أعمال جزيرة قوسينا، وفي التحفة من أعمال الغربية. وردت القرية في تاريخ 1228هـ/1813م الذي عدّ قرى مصر بعد المسح الذي قام به محمد علي باشا باسم «كفر العرب».

## السكان
بلغ عدد سكان كفر العرب 3703 نسمة حسب تقدير عام 2018.
| السنة  | 1882 | 1897 | 1907 | 1927 | 1947 | 1960 | 1976 | 1986 | 1996 | 2006  | 2018 |
| ------ | ---- | ---- | ---- | ---- | ---- | ---- | ---- | ---- | ---- | ----- | ---- |
| القرية | 961  | 1399 | 1533 | 1305 | 1333 | 1528 | 1982 | 1867 | 2310 | 2,703 | 3703 |